# Il racconto del cavaliere
Il racconto del cavaliere  (The Knight's Tale) è la prima novella narrata ne I racconti di Canterbury di Geoffrey Chaucer.

## Trama
Teseo, duca di Atene, muove guerra a Tebe e cattura i due cavalieri e cugini tebani Arcita e Palemone; li fa quindi imprigionare in un'alta torre del suo palazzo. Una mattina di maggio, dalla finestra della torre Palemone scorge una fanciulla intenta a cogliere fiori: è Emilia, sorella di Ippolita moglie di Teseo. Palemone se ne innamora istantaneamente: i suoi sospiri risvegliano Arcita, anch'egli colto da amore per la ragazza. L'amicizia tra i due cugini diventa quindi ostilità.
Tempo dopo Arcita viene liberato da Teseo per intercessione di Piritoo, che ha convinto Teseo a commutare la prigionia in esilio. Incapace di stare lontano da Emilia, Arcita torna in segreto ad Atene e sotto falsa identità si mette al servizio dell'amata; poco dopo anche Palemone riesce a fuggire dalla prigione e incontra casualmente Arcita in un bosco. I due si riconoscono e vengono alle armi, ma sono interrotti dal sopraggiungere di Teseo, che si trovava a caccia. Il duca medita di far giustiziare i suoi due ex prigionieri, ma ne è dissuaso dalle preghiere di Ippolita ed Emilia. Decide pertanto che in capo a un anno i due combatteranno in un torneo cavalleresco, ciascuno assistito da cento uomini, e chi vincerà potrà sposare Emilia. Un anno dopo il torneo sta per iniziare in un grande e sfarzoso anfiteatro appositamente fatto costruire da Teseo e completo di tre tempietti, dedicati rispettivamente a Venere, Diana e Marte.
La mattina del torneo, nei tre templi si tengono tre diverse preghiere: Palemone chiede a Venere che Emilia diventi sua moglie; Emilia chiede a Diana di avere in sposo chi tra i due la ama davvero; Arcita chiede a Marte di ottenere la vittoria. Teseo proclama le regole - che non prevedono uccisioni tra i combattenti - e il torneo tra i due squadroni ha inizio. Palemone e Arcita si battono con valore, ma il primo è disarcionato e, secondo le regole stabilite, Teseo assegna la vittoria ad Arcita. A questo punto, per un intervento di Saturno, Arcita cade da cavallo ed è ferito fatalmente; prima di morire, però, prega Emilia di sposare Palemone, dicendole che sarà un buon marito. Arcita muore e, dopo un periodo di lutto, si celebrano le nozze tra Emilia e Palemone.

## Fonti
Chaucer desunse la trama del racconto dal Teseida di Giovanni Boccaccio.

## Analisi
Nei propri racconti Chaucer solitamente descrive i personaggi con realismo ed ironia; in questo caso, invece, il poeta non ironizza sulla figura del cavaliere, in quanto è ritenuto un uomo esemplare. Infatti Chaucer incomincia la descrizione del cavaliere presentando i suoi nobili valori, che lo rendono (come viene riportato nella prima riga del testo) un “distinguished man” (uomo distinto). Successivamente Chaucer descrive la sua carriera militare, con lo scopo di enfatizzare la sua nobiltà d’animo e il suo coraggio. Il cavaliere combatté nelle crociate, in quindici battaglie mortali ed in numerose Paesi, difendendo arduamente la propria patria e la propria religione. Successivamente Chaucer ribadisce il suo essere un uomo distinto, umile, pacato e non volgare. Infine descrive le sue vesti, semplici e prive di pretese: il cavaliere viene descritto umile e non attaccato ai beni materiali, a differenza di gran parte dei pellegrini criticati all'interno dell’opera.